# 京都府道252号寺田水主線
京都府道252号寺田水主線（きょうとふどう252ごう てらだみずしせん）は、京都府城陽市を通る一般府道である。

## 概要
城陽市寺田から城陽市枇杷庄に至る。
城陽市の南西部に位置し、南北に走る府道である。

### 路線データ
- 起点：城陽市寺田（京都府道282号内里城陽線交点）
- 終点：城陽市枇杷庄（枇杷庄交差点、京都府道251号富野荘八幡線交点）

## 地理

### 通過する自治体
- 城陽市

### 交差する道路
| 交差する道路              | 交差する場所 | 交差する場所        |
| ------------------------- | ------------ | ------------------- |
| 京都府道282号内里城陽線   | 寺田         | 起点                |
| 国道24号 / 大久保バイパス | 寺田         |                     |
| 京都府道251号富野荘八幡線 | 枇杷庄       | 枇杷庄交差点 / 終点 |

### 沿線
- 城陽今堀郵便局
- 学校法人城陽学園 佐伯幼稚園
- 京都府立西城陽高等学校